# 不巧得了一枚共和国勋章
《不巧得了一枚共和国勋章》（法語：Le Guignolo）是一部1980年法國義大利合拍喜劇電影，由喬治·羅納執導。片名是義大利監獄俚語，意為「三流騙子」。

## 剧情
诈骗犯亚历山大·迪普雷（让-保罗·贝尔蒙多饰）因表现良好而提前出狱，他一心想要弥补在监禁期间失去的时间。他假扮成印度王子，搭乘豪华游轮，邂逅了钻石矿主之妻、陷入经济困境的富家小姐帕梅拉·乔治·伊格尔顿（蜜蕾拉·德安傑洛饰）。身为一个正直的人，“王子”无法拒绝为这位陷入困境的女士提供帮助，当即同意买下她的钻石珠宝。用假钞付款后，亚历山大准备将钻石从珠宝中取出，却发现这些钻石也是假的。“帕梅拉”的真实身份是索菲——和他一模一样的骗子。两人一起离开了这艘船。他们合作的下一个受害者是赫尔穆特·冯拿骚公爵（皮埃爾·維尼爾饰）。索菲本应引诱他，然后让亚历山大扮演她的哥哥，以破产为由伪造自杀未遂的假象。公爵只需为心上人的哥哥提供经济支持即可。但出乎索菲意料的是，公爵向她求婚，还开出了一张50万的支票，于是犯罪计划立刻从她的脑海中飞出，不幸的“自杀者”差点丧命。亚历山大从索菲手中夺过支票，祝愿这对未来的夫妻一切顺利。他又开始实施另一个计划，目的地是威尼斯。
在飞机上，一位乘客请求亚历山大帮他拿着情妇送给他的包通过海关，以免他要向妻子解释。亚历山大同意帮他这个忙，但飞抵后却目睹了行李箱主人被暗杀。原来，死者是一位杰出的物理学家和数学家，他研制出了一种可以替代石油的新型燃料，这自然激怒了阿拉伯石油大亨。提议购买这项发明未果后，他们便决定除掉发明者。但是，亚历山大并不知道，那张记载着秘密技术的微缩胶卷就在他的手提箱里。对他的追捕开始了，他在毫无戒备的情况下以子爵的身份前往酒店，约见了几个日本人，打算出售一幅卡納萊托的假画。

## 反响
該片在法國上映前三週獲得了800萬美元的票房。